# Пятра-Албе (Молдова)
Пятра-Албе (рум. Piatra Albă) — село в Яловенському районі Молдови. Входить до складу комуни, адміністративним центром якої є село Мілештій-Міч.